# David Sombé
David Sombé (* 24. April 2000 in Paris) ist ein französischer Leichtathlet, der sich auf den Sprint spezialisiert hat. Mit der französischen 4-mal-400-Meter-Staffel wurde er 2023 Vizeweltmeister.

## Sportliche Laufbahn
Erste internationale Erfahrungen sammelte David Sombé im Jahr 2019, als er bei den U20-Europameisterschaften in Borås mit 47,43 s in der ersten Runde über 400 Meter ausschied und mit der französischen 4-mal-400-Meter-Staffel mit 3:08,81 min den fünften Platz belegte. 2021 siegte er mit der Staffel in 3:05,01 min bei den U23-Europameisterschaften in Tallinn und 2023 wurde er bei der 1. Liga der Team-Europameisterschaft im Rahmen der Europaspiele in Chorzów in 45,49 s Sechster über 400 Meter. Im August gewann er bei den Weltmeisterschaften in Budapest mit neuem Landesrekord von 2:58,45 min gemeinsam mit Ludvy Vaillant, Gilles Biron und Téo Andant die Silbermedaille hinter dem US-amerikanischen Team. Bei den World Athletics Relays 2024 in Nassau wurde er in 3:02,44 min Dritter im C-Lauf in der 2. Qualifikationsrunde über 4-mal 400 Meter für die Olympischen Spiele in Paris und verpasste somit eine Direktqualifikation. Anschließend schied er bei den Europameisterschaften in Rom mit 45,36 s im Halbfinale über 400 Meter aus und verhalf der Staffel zum Finaleinzug.

## Persönliche Bestleistungen
- 400 Meter: 45,32 s, 31. Mai 2023 in Montreuil
  - 400 Meter (Halle): 46,23 s, 3. Februar 2024 in Metz